# Pokal Ottorina Barassija
Pokal Ottorina Barassija (izvirno Coppa Ottorino Barassi) je danes ukinjeno nogometno tekmovanje, ki je potekalo med letoma 1968 in 1976. Za pokal sta se vselej potegovali po eno moštvo iz Anglije, zmagovalno moštvo tamkajšnjega FA amaterskega pokala, ter drugo moštvo iz Italije, zmagovalno moštvo pokalnega tekmovanja italijanskih amaterskih moštev Coppa Italia Dilettanti. O zmagovalcu dvoboja sta odločili dve tekmi, tako da je vsako od moštev eno tekmo odigralo na domačem terenu. Prvi zmagovalci pokala so leta 1976 postali nogometaši Leytonstona, ki so po pravilu zadetka v gosteh slavili s skupnim izidom 3–3. Naslednje leto sta si pokal angleško in italijansko moštvo razdelili, saj nobena ekipa ni zmogla prikazati več kot domačo zmago 2–0, tako da sta s skupnim izidom 2–2 obe strani izšli kot zmagovalki. Tekmovanje je nato potekalo vsako leto z izjemo leta 1974, ko so FA amaterski pokal ukinili. Odtlej je angleškega predstavnika določila liga Isthmian League, čigar zmagovalci druge divizije so dobili pravico potegovati se za pokal. Pokal Ottorina Barassija so zadnjič podelili leta 1976, ko je po streljanju enajstmetrovk slavil italijanski Soresinese. Po tistem letu tekmovanja niso več prirejali.
Pokal se imenuje po Ottorinu Barassiju, dolgoletnem italijanskem nogometnem funkcionarju in predsedniku Italijanske nogometne zveze med letoma 1946 in 1958.

## Zmagovalci

### Legenda
| †           | Zmagali po pravilu zadetka v gosteh                      |
| *           | Zmagali po streljanju enajstmetrovk                      |
| Krepki tisk | Označuje konšnega zmagovalca dvoboja (prejemnika pokala) |

### Izidi
| Leto | Država                                                                             | Gostitelj                                                                          | Izid                                                                               | Gost                                                                               | Država                                                                             | Opombe |
| ---- | ---------------------------------------------------------------------------------- | ---------------------------------------------------------------------------------- | ---------------------------------------------------------------------------------- | ---------------------------------------------------------------------------------- | ---------------------------------------------------------------------------------- | ------ |
| 1968 | ENG                                                                                | Leytonstone                                                                        | 1–1                                                                                | Stefer Roma                                                                        | ITA                                                                                | [ 1 ]  |
| 1968 | ITA                                                                                | Stefer Roma                                                                        | 2–2 †                                                                              | Leytonstone                                                                        | ENG                                                                                | [ 1 ]  |
| 1968 | Leytonstone je zmagal s skupnim izidom 3–3, po pravilu zadetka v gosteh.           |                                                                                    |                                                                                    |                                                                                    |                                                                                    | [ 1 ]  |
| 1969 | ENG                                                                                | North Shields                                                                      | 2–0                                                                                | Almas Roma                                                                         | ITA                                                                                | [ 1 ]  |
| 1969 | ITA                                                                                | Almas Roma                                                                         | 2–0                                                                                | North Shields                                                                      | ENG                                                                                | [ 1 ]  |
| 1969 | North Shields in Almas sta si razdelila pokal, skupni izid 2–2.                    |                                                                                    |                                                                                    |                                                                                    |                                                                                    | [ 1 ]  |
| 1970 | ENG                                                                                | Enfield                                                                            | 3–0                                                                                | Ponte San Pietro                                                                   | ITA                                                                                | [ 1 ]  |
| 1970 | ITA                                                                                | Ponte San Pietro                                                                   | 2–1                                                                                | Enfield                                                                            | ENG                                                                                | [ 1 ]  |
| 1970 | Enfield je zmagal s skupnim izidom 4–2.                                            |                                                                                    |                                                                                    |                                                                                    |                                                                                    | [ 1 ]  |
| 1971 | ENG                                                                                | Skelmersdale United                                                                | 2–0                                                                                | Montebelluna                                                                       | ITA                                                                                | [ 1 ]  |
| 1971 | ITA                                                                                | Montebelluna                                                                       | 1–0                                                                                | Skelmersdale United                                                                | ENG                                                                                | [ 1 ]  |
| 1971 | Skelmersdale United je zmagal s skupnim izidom 2–2.                                |                                                                                    |                                                                                    |                                                                                    |                                                                                    | [ 1 ]  |
| 1972 | ENG                                                                                | Hendon                                                                             | 2–0                                                                                | Unione Valdinievole                                                                | ITA                                                                                | [ 1 ]  |
| 1972 | ITA                                                                                | Unione Valdinievole                                                                | 1–1                                                                                | Hendon                                                                             | ENG                                                                                | [ 1 ]  |
| 1972 | Hendon je zmagal s skupnim izidom 3–1.                                             |                                                                                    |                                                                                    |                                                                                    |                                                                                    | [ 1 ]  |
| 1973 | ENG                                                                                | Walton & Hersham                                                                   | 4–0                                                                                | Jesolo                                                                             | ITA                                                                                | [ 1 ]  |
| 1973 | ITA                                                                                | Jesolo                                                                             | 0–2                                                                                | Walton & Hersham                                                                   | ENG                                                                                | [ 1 ]  |
| 1973 | Walton & Hersham je zmagal s skupnim izidom 6–0.                                   |                                                                                    |                                                                                    |                                                                                    |                                                                                    | [ 1 ]  |
| 1974 | Pokalni dvoboj ni bil odigran. Kvalificirani moštvi: Bishop's Stortford, Miranese. | Pokalni dvoboj ni bil odigran. Kvalificirani moštvi: Bishop's Stortford, Miranese. | Pokalni dvoboj ni bil odigran. Kvalificirani moštvi: Bishop's Stortford, Miranese. | Pokalni dvoboj ni bil odigran. Kvalificirani moštvi: Bishop's Stortford, Miranese. | Pokalni dvoboj ni bil odigran. Kvalificirani moštvi: Bishop's Stortford, Miranese. | [a]    |
| 1975 | ITA                                                                                | Banco di Roma                                                                      | 0–1                                                                                | Staines Town                                                                       | ENG                                                                                | [ 1 ]  |
| 1975 | ENG                                                                                | Staines Town                                                                       | 2–0                                                                                | Banco di Roma                                                                      | ITA                                                                                | [ 1 ]  |
| 1975 | Staines Town je zmagal s skupnim izidom 3–0.                                       |                                                                                    |                                                                                    |                                                                                    |                                                                                    | [ 1 ]  |
| 1976 | ENG                                                                                | Tilbury                                                                            | 1–1                                                                                | Soresinese                                                                         | ITA                                                                                | [ 1 ]  |
| 1976 | ITA                                                                                | Soresinese                                                                         | 1–1 *                                                                              | Tilbury                                                                            | ENG                                                                                | [ 1 ]  |
| 1976 | Soresinese je zmagal s skupnim izidom 2–2 po streljanju enajstmetrovk (5ndash;3).  |                                                                                    |                                                                                    |                                                                                    |                                                                                    | [ 1 ]  |